# Teillet
Teillet é uma comuna francesa na região administrativa de Occitânia, no departamento de Tarn. Estende-se por uma área de 24,22 km². Em 2010 a comuna tinha 448 habitantes (densidade: 18,5 hab./km²).